# Wendlingen am Neckar
Wendlingen (pronunciación en alemán: /ˈvɛndliŋən/ⓘ) es una ciudad del estado alemán de Baden-Wurtemberg. Se encuentra a una veintena de kilómetros al sureste de Stuttgart, y es regada por los ríos Neckar y Lauter.

## Geografía

### Urbanismo
Wendlingen am Neckar está formado por barrios de Wendlingen, Unterboihingen y Bodelshofen.

#### Barrios

##### Wendlingen
Wendlingen y Unterboihingen se agruparon en 1940, buscándose un topónimo que integrase el carácter de los dos pueblos. El gobernador de Wurtemberg eligió Wendlingen am Neckar - mezclando Wendlingen y Unterboihingen am Neckar. El barrio de Wendlingen se encuentra a los bordes del Lauter, y no del Neckar.

##### Bodelshofen
Aldea citada por primera vez en 1268. Pertenecía en aquella época a los duques de Teca (segunda rama de la Casa de Wurtemberg); más tarde vuelve de nuevo a la familia de Wernau. Se agrega a Wendlingen en 1829.

##### Unterboihingen
En 1961 se hallaron en este lugar las ruinas de un baño que databa de la antigüedad romana. Aunque se trate de uno de los mayores y más hermosos baños romanos de Baden-Wurtemberg, no pudieron encontrarse los medios necesarios para excavar y conservar por completo el lugar, deteniéndose los estudios a partir del otoño de 1961. En la urbanización de la parcela en 2005, se encontraron algunos restos de paredes. Se encuentran actualmente en el museo de la ciudad de Wendlingen.

### Demografía
| 1946  | 1961   | 1964   | 2000   | 2005   |  |
| ----- | ------ | ------ | ------ | ------ |  |
| 6.392 | 10.087 | 11.200 | 15.569 | 15.711 |  |

## Historia
La mención más antigua de Wendlingen data de 1132. En 1230, recibe el estatuto municipal de los condes de Aichelberg. Por intercambio territorial, la ciudad pasa a ser propiedad de Hans von Wernau en 1390, cuyos descendientes la venden en 1545 al duque Ulrich de Wurtemberg. A mitad del siglo XVI, abre sus puertas la primera escuela de educación primaria. Con la reagrupación de Wurtemberg, Wendlingen pierde sus derechos municipales en 1805. Con la conexión a la línea ferroviaria de Plochingen a Reutlingen en 1859, se implantan las primeras empresas industriales, en particular, en el sector textil.
Tras la Segunda Guerra Mundial, la llegada de los expatriados, en particular, del Egerland (en la República Checa) comporta un fuerte aumento de la población, lo que conduce a la restauración del estatuto municipal de Wendlingen el 15 de diciembre de 1964.

## Religión
La Reforma protestante afectó a Wendlingen en 1539. Sin embargo, Unterboihingen siguió siendo católico hasta la actualidad, de manera que la actual ciudad de Wendlingen tiene un estatuto religioso compartido entre católicos y Protestantes.

## Monumentos

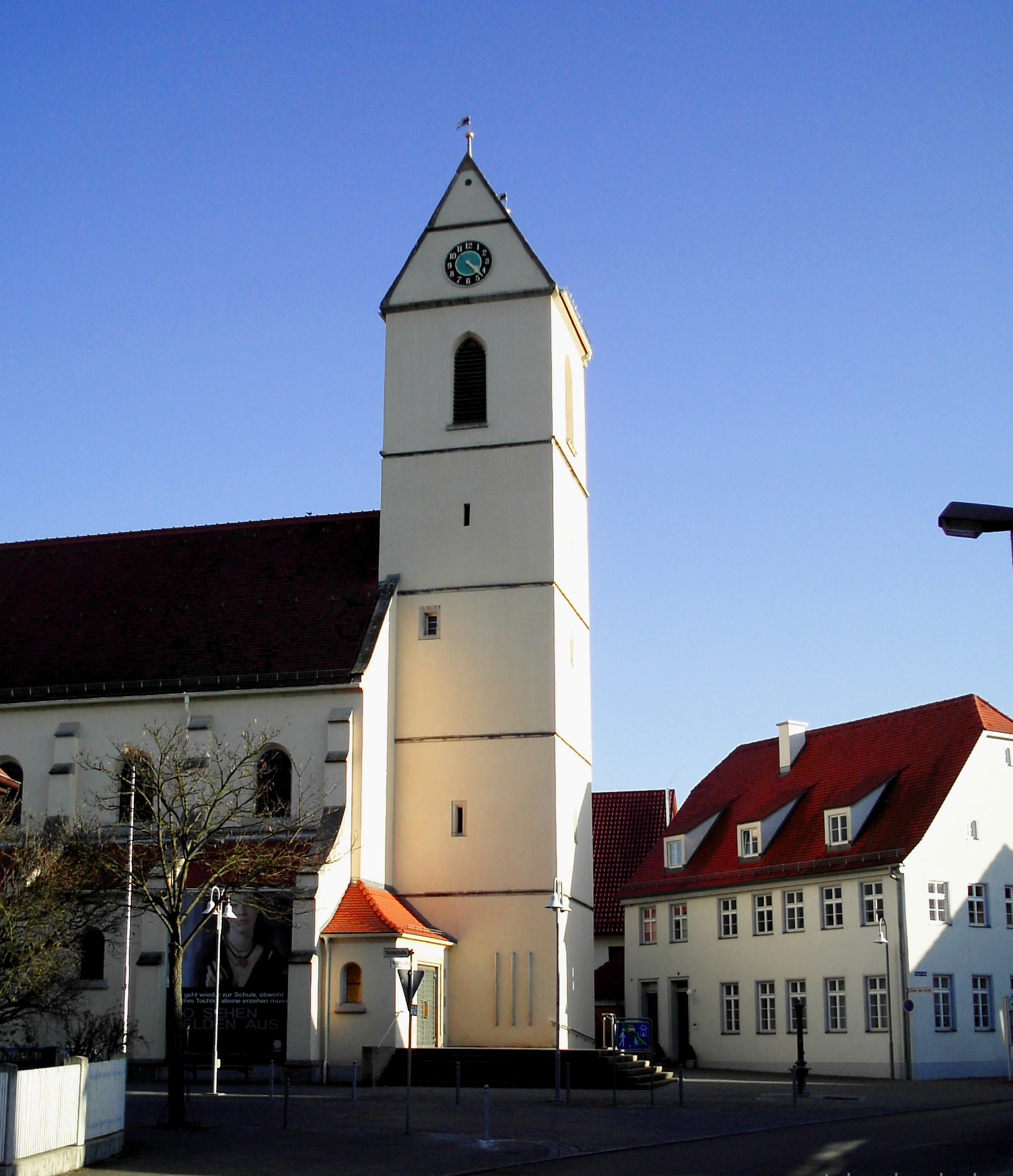
Iglesia de St Kolumban

### Museos
- Galería de la Ciudad de Wendlingen (desde 1982)
- Museo de la Ciudad de Wendlingen (desde 2004)

### Edificios
En el antiguo centro de Unterboihingen se encuentran el antiguo ayuntamiento, la iglesia de St.Kolumban y el presbiterio. Se reconstruyó la iglesia St-Kolumban se construyó en 1490, y enteramente en 1910 a excepción del campanario según los planes del arquitecto Joseph Cades. En 2002, se renovó del exterior. El antiguo presbiterio alberga actualmente el museo de la Ciudad de Wendlingen am Neckar.
Se construyó una pequeña capilla denominada Unserer lieben Frau im Hürnholz en 1275 en el cementerio de Unterboihingen. El campanario contiene una campana que tiene más de 350 años. La nave muestra frescos bien conservados del final del siglo XV.
Los elementos más antiguos del templo Eusebiuskirche datan del siglo XV. Hoy la parroquia cuenta con más de a 4.000 miembros.

## Hermanamientos
- Saint-Leu-la-Forêt (Francia), desde 1988.
- Millstatt (Austria), desde 1992.
- Dorog (Hungría) desde 1997.